# T-Rock
Anthony Wells (College Park, Georgia, 26 de marzo de 1981), más conocido por su nombre artístico T-Rock, es un rapero americano. También es conocido bajo los pseudónimos Mr. Washington, Young David y Prince of the Park. T-Rock es un miembro del género musical Memphis rap, en el que se utiliza el estilo gangsta rap. Mientras su carrera duró 20 años en 2016, T-Rock continúa construyendo su propio imperio como artista y CEO de su propia discográfica, Rock Solid Music.
En 2003, lanzó su otro álbum, Rock Solid / 4: 20 (2003), alcanzando la posición # 77 en las listas de Billboard Hot 100 en los Estados Unidos de los Top 100 R & B / Hip Hop.T-Rock lanzó varios álbumes desde entonces, e hizo innumerables apariciones como invitado (incluyendo Pastor Troy y el grupo Three 6 Mafia). Su cuarto álbum fue lanzado en 2004, titulado Conspiracy Theory (2004).
El comenzó su carrera musical en su ciudad natal, nació el 26 de marzo de 1981 en College Park, Georgia, en el lado sur de Atlanta, y es uno de los más prolíficos artistas de hip-hop con una extensa discografía de más de 40 lanzamientos . Es miembro de Punk Entertainment, nacido en Atlanta, y lanzó un trío de álbumes durante el primer Rock Solid / 4: 20 (2003) y Defcon 1: Lyrical Warfare (2003). También comenzó su propia empresa Rock Solid Music a principios de los años 2000. T-Rock es conocida por su profundo vocabulario lírico y la ética de trabajo incomparable. T-Rock lanzó su proyecto en solitario oficial a la edad de 16 años. Después del lanzamiento de su primer álbum titulado Throw Yo Neighborhood Up (2009). En el caso de que se trate de una de las más importantes de la historia, Después de una reunión improvisada entre T-Rock, DJ Paul, Juicy J y MC Mack, que escucharon la música de MC Mack, Prosperity Over Poverty, T-Rock firmó su primer gran contrato de grabación a los 17 años de edad. El álbum fue producido por el productor musical Brandon McKinney. Entonces MC Mack descubrió la cinta y tocó T-Rock para los miembros de Three 6 Mafia, DJ Paul y Juicy J. Ellos firmaron un contrato con el raper de diecisiete años en su discográfica Hypnotize Minds.
Después de lanzar tres álbumes de estudio, Throw Yo Neighbourhood (2009), Etched In Stone: The Lost Chronicles (2011) y Universal Mackin '(2008), T-Rock lanzó su primer CD nacional en 2002, llamado Conspiracy Theory. El álbum fue un éxito comercial independiente, vendiendo más de 20 mil copias sin consentimiento de promoción en radios o grandes discográficas, después de su contrato con Hypnotize Minds & Secret Service, alcanzó otro marco creando y fundando su propia empresa de música, Rock Solid Music, una discográfica que mostraría su propia música, así como su grupo Área 51.
En 2004, T-Rock lanzó su primer proyecto bajo Rock Solid Music, el álbum The Mr. Washington Story (2004), un esfuerzo completamente producido por él y su compañero de sello y amigo, Adonis.
En 2009, ella lanzó su otro álbum, Throw Yo Neighborhood Up (2009), alcanzando el 75.º lugar en el Top 100 de las paradas de R & B Hip Hop en los Estados Unidos. T-Rock lanzó varios álbumes desde entonces, e hizo innumerables apariciones como invitado (incluyendo MC Mack). Su cuarto álbum fue lanzado en 2004, titulado The Mr. Washington Story (2004). Trabajando junto con su discográfica Rock Solid Music y otras grabadoras como IAP Distribution y Select-O-Hits, T-Rock seguiría probando que él es uno de los artistas más populares de Hip Hop, entregando varios lanzamientos en un año. Rock añadió a su leyenda de calle y estatus underground con clásicos universales, como la serie Clean Up Project, 4: 20 / Reincarnated, Da Kush, y la serie Burning Book, sólo para citar algunos de sus proyectos populares.
En 2014, T-Rock, un experimentado veterano en el auge de su carrera, firmó un gran contrato de distribución con Universal Music y la discográfica Ingrooves Music. [3] También formó un nuevo grupo en el mismo año, The Havenotz, un colectivo de nuevos artistas asociados a Rock Solid Music.

## Discografía
- Throw Yo Neighborhood Up (1996)
- Conspiracy Theory (2002)
- Rock Solid/4:20 (2003)
- The Myth of Reality (2003)
- Defcon 1: Lyrical Warfare (2003)
- ATL Badboys (Kollaboalbum mit Deep South) (2003)
- Rock Solid 2003 Vol. 1 (2003)
- Da Clean Up Project (2003)
- The Mr. Washington Story (2004)
- Slang & Serve (2004)
- Etched In Stone: The Lost Chronicles Vol. 1 (2005)
- On da Grind: Rock Solid Edition (2005)
- Rock Solid 2003 Vol. 2 (2005)
- Universal Mackin‘ (2005)
- 4:20/Reincarnated: The Mixtape (2006)
- United Ghettos (Kollaboalbum mit Smoky) (2007)
- Da Kush (2007)
- Vendetta (Kollaboalbum mit Mr.Sche) (2006)
- Roaches N Da Ashtray (Mixtape) (2008)
- On the Grind (2008)
- The Burning Book Chapter I (War Wounds) (2008)
- The Burning Book Chapter II (Life Lessons) (2010)
- I Grind, I Hustle (2010)
- Papers-Vol. 1 (2013)